# سفیان امرابط
سفیان امرابط (زادهٔ ۲۱ اوت ۱۹۹۶) بازیکن فوتبال اهل مراکش است که به صورت قرضی برای باشگاه فوتبال فنرباغچه بازی می‌کند.

## باشگاهی
از باشگاه‌هایی که در آن بازی کرده‌است می‌توان به اوترخت، فاینورد، کلوب بروخه، هلاس ورونا و فیورنتیناو منچستر یونایتد اشاره کرد.

## تیم ملی
وی همچنین در تیم ملی فوتبال مراکش بازی کرده‌است.

## زندگی شخصی
برادر بزرگتر وی، نورالدین امرابط دیگر ملی پوش تیم ملی فوتبال مراکش است.